# Boulogne-sur-Mer
Boulogne-sur-Mer (nizozemsko Bonen) je mesto in občina v severni francoski regiji Nord-Pas-de-Calais, podprefektura departmaja Pas-de-Calais in eno najpomembnejših ribiških pristanišč v Franciji. Leta 2009 je kraj imel 43.310 prebivalcev.

## Geografija
Kraj leži v severni Franciji ob izlivu reke Liane v Rokavski preliv.

## Administracija
Boulogne-sur-Mer je sedež treh kantonov:
- Kanton Boulogne-sur-Mer-Jug (del občine Boulogne-sur-Mer, občine Baincthun, Echinghen, Saint-Martin-Boulogne, La Capelle-lès-Boulogne),
- Kanton Boulogne-sur-Mer-Severovzhod (del občine Boulogne-sur-Mer, občine Conteville-lès-Boulogne, Pernes-lès-Boulogne, Pittefaux, Wimille),
- Kanton Boulogne-sur-Mer-Severozahod (del občine Boulogne-sur-Mer, občina Wimereux).

Majhen del občine se nahaja v kantonu Portel. Mesto je prav tako sedež okrožja, v katerega so poleg teh vključeni še kantoni Desvres, Marquise, Outreau in Samer s 162.595 prebivalci.

## Zgodovina
Prvotni Gesoriacum je bil v rimskem času poznan kot Bononia (tudi Itius Portus). Cesar Klavdij I. ga je uporabil kot izhodišče za osvojitev Britanskega otočja. Od leta 43 do 296 je bilo pristanišče oporišče rimske pomorske flote, imenovane Classis Britannica.
V srednjem veku je Boulogne postal središče istoimenske grofije. Za njeno ozemlje sta se bojevali tako Francija kot Anglija. Leta 1550 se je z Boulognskim mirom končala vojna med Anglijo in Škotsko ter Francijo. Slednja ga je odkupila nazaj za 400.000 kron.
V 19. stoletju je bila po načrtih Benoita Haffreingueja na ruševinah bazilike ponovno zgrajena Notre-Damska katedrala.

## Znamenitosti
Boulogne-sur-Mer je na seznamu francoskih umetnostno-zgodovinskih mest.
- Grad - muzej z zbirkami grške keramike, starega Egipta, Rima, srednjeveške in renesančne umetnosti, ustanovljen leta 1825,
- zvonik - beffroi je skupaj z ostalimi podobnimi stolpi v Belgiji in Franciji uvrščen na UNESCOv seznam svetovne kulturne dediščine,
- Bazilika Notre-Dame,
- gotska cerkev sv. Nikolaja iz 15. stoletja,
- trdnjava Caserne d'Aumont,
- znanstveno - tehnološko pomorsko središče Nausicaä Centre National de la Mer.

## Pobratena mesta
- Constanţa (Romunija),
- Folkestone (Združeno kraljestvo),
- Gdansk (Poljska),
- La Plata (Argentina),
- Safi (Maroko),
- Zweibrücken (Nemčija).